# Undersergeant

Gradbeteckning för undersergeant.

Undersergeant (finska Alikersantti) är den lägsta graden av underofficer i Finland. En undersergeant får sin utbildning i en underofficerskola under en fyra månader lång period strax efter grundutbildningen. Perioden består av en sju veckor lång första period, varefter vissa skickas till reservofficersskolan. Resten fortsätter den nio veckor långa andra perioden, under vilken eleven specialiserar sig på sitt vapenslag och gruppens ledande.
Till utbildningen antas soldater utgående från vad de presterat under grundperioden samt delvis utgående från vad de själva vill. Det är värt att beakta att ett visst antal elever behövs för varje linje, och att de som utses i vissa fall utses mot sin vilja - detta ofta eftersom underofficerarnas tjänstgöringstid är den dubbla (12 månader) jämfört med manskapets (6 el. 9 månader). Det slutgiltiga beslutet fattas av officerarna (stampersonalen).
Cirka 20 % av de värnpliktiga i Finland utbildas till underofficerare i reserven, och av dessa har en stor majoritet graden undersergeant. Typiska uppgifter är gruppchef och vicegruppchef. I vissa förband, till exempel i de finska fallskärmstrupperna, utbildas alla beväringar till åtminstone undersergeanter.